# 南苦苣菜
南苦苣菜（学名：Sonchus lingianus）为菊科苦苣菜属的植物，是中国的特有植物。分布于中国大陆的江西、四川、湖北、浙江、云南、贵州、广东、湖南、福建等地，生长于海拔650米的地区，多生长于林缘、灌丛中、山坡荒地、林下和田边，目前尚未由人工引种栽培。